# Model de complexitat jeràrquica
El model de complexitat jeràrquica (CMH) és un marc per avaluar la complexitat d'un comportament, com ara el raonament verbal o altres tasques cognitives. Quantifica l'ordre de complexitat jeràrquica d'una tasca basant-se en principis matemàtics de com s'organitza la informació, en termes de ciència de la informació.  Aquest model va ser desenvolupat per Michael Commons i Francis Richards a principis dels anys vuitanta.

## Visió general
El model de complexitat jeràrquica (MHC) és una teoria formal i un marc de psicologia matemàtica per avaluar la complexitat d'un comportament.  Desenvolupat per Michael Lamport Commons i els seus col·legues, quantifica l'ordre de complexitat jeràrquica d'una tasca basant-se en principis matemàtics de com s'organitza la informació, en termes de ciència de la informació.  El seu precursor va ser el model general d'etapes.
Els comportaments que es poden puntuar inclouen els d'humans individuals o els seus grups socials (per exemple, organitzacions, governs, societats), animals o màquines. Permet puntuar la complexitat jeràrquica de la realització de tasques en qualsevol domini.  Es basa en les nocions molt simples que les accions de tasca d'ordre superior:
1. es defineixen en termes dels immediatament inferiors (creant jerarquia);
2. organitzar les accions inferiors següents;
3. organitzar les accions inferiors de manera no arbitrària (diferenciant-les de les simples cadenes de comportament).

És vàlid interculturalment i interespècie. La raó per la qual s'aplica interculturalment és que la puntuació es basa en la complexitat matemàtica de l'organització jeràrquica de la informació. La puntuació no depèn del contingut de la informació (per exemple, què es fa, es diu, s'escriu o s'analitza), sinó de com s'organitza la informació.
El MHC és un model no mentalista d'etapes de desenvolupament. Especifica 16 ordres de complexitat jeràrquica i les seves etapes corresponents. És diferent de les propostes anteriors sobre l'etapa de desenvolupament aplicades als humans; en lloc d'atribuir els canvis de comportament al llarg de l'edat d'una persona al desenvolupament d'estructures o esquemes mentals, aquest model postula que les seqüències de tasques de comportaments de tasques formen jerarquies que es tornen cada cop més complexes. Com que les tasques menys complexes s'han de completar i practicar abans que es puguin adquirir tasques més complexes, això explica els canvis de desenvolupament observats en el rendiment de tasques complexes per part d'una persona. Per exemple, una persona no pot fer aritmètica fins que no s'aprenen les representacions numèriques dels nombres, o una persona no pot multiplicar operativament les sumes de nombres fins que no s'aprèn la suma. Tanmateix, per molt que la intel·ligència natural ajudi els humans a entendre alguns nombres, no juga un paper complet en la multiplicació de grans nombres sense aprendre sumes.
Els creadors del MHC afirmen que les teories anteriors de l'etapa han confós l'estímul i la resposta en l'avaluació de l'etapa simplement puntuant les respostes i ignorant la tasca o l'estímul. El MHC separa la tasca o l'estímul del rendiment. El rendiment del participant en una tasca d'una complexitat determinada representa l'etapa de complexitat del desenvolupament.
Les teories d'etapes anteriors no van ser satisfactòries per a Commons i Richards perquè les teories no mostraven l'existència de les etapes més que descrivint canvis seqüencials en el comportament humà. Això els va portar a crear una llista de dos conceptes que consideraven que una teoria del desenvolupament reeixida havia d'abordar. Les dues idees que volien estudiar eren (1) la complexitat jeràrquica de la tasca a resoldre i (2) la psicologia, la sociologia i l'antropologia de l'execució de la tasca (i el desenvolupament de l'execució).

## Complexitat vertical de les tasques realitzades
Una de les bases principals d'aquesta teoria del desenvolupament és l'anàlisi de tasques. L'estudi de les tasques ideals, inclosa la seva instanciació en el món real, ha estat la base de la branca del control d'estímuls anomenada psicofísica. Les tasques es defineixen com a seqüències de contingències, cadascuna de les quals presenta estímuls i cadascuna requereix un comportament o una seqüència de comportaments que han de produir-se d'alguna manera no arbitrària. La complexitat dels comportaments necessaris per completar una tasca es pot especificar mitjançant les definicions de complexitat horitzontal i complexitat vertical que es descriuen a continuació. El comportament s'examina respecte a la complexitat analíticament coneguda de la tasca.
Les tasques són de naturalesa quàntica. O es completen correctament o no es completen en absolut. No hi ha cap estat intermedi (tertium non datur). Per aquesta raó, el model caracteritza totes les etapes com a P-dures i funcionalment diferents. Els ordres de complexitat jeràrquica es quantifiquen com els orbitals atòmics dels electrons al voltant del nucli : cada dificultat de la tasca té un ordre de complexitat jeràrquica necessari per completar-la correctament, anàleg al determinant atòmic de Slater. Com que les tasques d'un ordre quantificat determinat de complexitat jeràrquica requereixen accions d'un ordre determinat de complexitat jeràrquica per dur-les a terme, l'etapa de realització de la tasca del participant és equivalent a l'ordre de complexitat de la tasca completada amb èxit. La característica quàntica de les tasques és, per tant, particularment instrumental en l'avaluació de les etapes, ja que les puntuacions obtingudes per a les etapes també són discretes.
Cada tasca conté una multitud de subtasques. Quan el participant realitza les subtasques en un ordre requerit, la tasca en qüestió es completa correctament. Per tant, el model afirma que totes les tasques encaixen en una seqüència configurada de tasques, cosa que permet determinar amb precisió l'ordre jeràrquic de complexitat de la tasca. Les tasques varien en complexitat de dues maneres: o bé horitzontalment (que impliquen informació clàssica); o bé verticalment (que impliquen informació jeràrquica). Complexitat horitzontal
La informació clàssica descriu el nombre de preguntes de "sí-no" que calen per fer una tasca. Per exemple, si es preguntés a una persona a l'altra banda de l'habitació si un cèntim ha sortit cara quan el girés, que digués "cara" transmetria 1 bit d'informació "horitzontal". Si hi hagués 2 cèntims, s'haurien de fer almenys dues preguntes, una sobre cada cèntim. Per tant, cada pregunta addicional d'1 bit afegiria un altre bit. Diguem que tenen una baldufa de quatre cares numerades amb l'1, 2, 3 i 4. En lloc de fer-la girar, la llencen contra un tauler com es fa amb els daus en un joc de craps. De nou, hi hauria 2 bits. Es podria preguntar si la cara té un nombre parell. Si en té, es preguntaria si és un 2. La complexitat horitzontal, doncs, és la suma de bits requerits per a tasques com aquestes.

### Complexitat vertical
La complexitat jeràrquica es refereix al nombre de recursions que les accions coordinadores han de realitzar sobre un conjunt d'elements primaris. Les accions d'un ordre superior de complexitat jeràrquica: (a) es defineixen en termes d'accions del següent ordre inferior de complexitat jeràrquica; (b) organitzen i transformen les accions d'ordre inferior (vegeu la Figura 2); (c) produeixen organitzacions d'accions d'ordre inferior que són qualitativament noves i no arbitràries, i no es poden dur a terme només amb aquestes accions d'ordre inferior. Un cop s'han complert aquestes condicions, diem que l'acció d'ordre superior coordina les accions del següent ordre inferior.
jeràrquicament més complexes, vegem un exemple senzill. Completar tota l'operació 3 × (4 + 1) constitueix una tasca que requereix l'acte distributiu. Aquest acte ordena de manera no arbitrària sumar i multiplicar per coordinar-les. Per tant, l'acte distributiu és un ordre més jeràrquicament complex que els actes de sumar i multiplicar per si sols; indica la seqüència pròpia singular de les accions més simples. Tot i que simplement sumar dóna com a resultat la mateixa resposta, les persones que poden fer ambdues coses mostren una major llibertat de funcionament mental. Es poden aplicar capes addicionals d'abstracció. Així, l'ordre de complexitat de la tasca es determina mitjançant l'anàlisi de les demandes de cada tasca desglossant-la en les seves parts constituents.
La complexitat jeràrquica d'una tasca fa referència al nombre d'operacions de concatenació que conté, és a dir, al nombre de recursions que han de realitzar les accions coordinadores. Una tasca d'ordre tres té tres operacions de concatenació. Una tasca d'ordre tres opera sobre una o més tasques d'ordre vertical dos i una tasca d'ordre dos opera sobre una o més tasques d'ordre vertical u (les tasques més simples).

## Etapes de desenvolupament
Les teories d'etapes descriuen l'evolució organismal i/o tecnològica humana com a sistemes que es mouen a través d'un patró d'etapes diferents al llarg del temps. Aquí el desenvolupament es descriu formalment en termes del model de complexitat jeràrquica (MHC).

### Definició formal d'etapa
Com que les accions es defineixen inductivament, també ho fa la funció h, coneguda com l'ordre de la complexitat jeràrquica. A cada acció A, volem associar una noció de la complexitat jeràrquica d'aquesta acció, h(A). Donat un conjunt d'accions A i un participant S que realitza A, l' etapa d'execució de S sobre A és l'ordre més alt de les accions d' A completades amb èxit almenys una vegada, és a dir, és: etapa ( S, A ) = max{ h(A) | A ∈ A i A completades amb èxit per S }. Per tant, la noció d'etapa és discontínua, amb els mateixos buits de transició que els ordres de complexitat jeràrquica. Això està d'acord amb les definicions anteriors.
Com que les etapes del MHC es conceptualitzen en termes de la complexitat jeràrquica de les tasques en lloc de fer-ho en termes de representacions mentals (com en les etapes de Piaget), l'etapa més alta representa un rendiment reeixit en les tasques més jeràrquicament complexes en lloc de la maduresa intel·lectual.

## Relació amb la teoria de Piaget
El MHC es basa en la teoria piagetiana, però en difereix en molts aspectes; en particular, el MHC té etapes superiors addicionals. En ambdues teories, es troba: 
1. Accions d'ordre superior definides en termes d'accions d'ordre inferior. Això força la naturalesa jeràrquica de les relacions i fa que les tasques d'ordre superior incloguin les inferiors i requereix que les accions d'ordre inferior estiguin contingudes jeràrquicament dins de les definicions relatives de les tasques d'ordre superior.
2. Les accions d'ordre superior de complexitat organitzen les accions d'ordre inferior. Això les fa més potents. Les accions d'ordre inferior s'organitzen per les accions amb un ordre superior de complexitat, és a dir, les tasques més complexes.

El que Commons et al. (1998) han afegit inclou:
3. Les accions d'ordre superior de complexitat organitzen les accions d'ordre inferior de manera no arbitrària.
Això fa possible que l'aplicació del model compleixi els requisits del món real, inclosos els empírics i els analítics. L'organització arbitrària d'accions d'ordre inferior de complexitat, possible en la teoria piagetiana, malgrat l'estructura de definició jeràrquica, deixa mal definides les correlacions funcionals de les interrelacions de les tasques de les formulacions de complexitat diferencial.
A més, el model és coherent amb les teories neopiagetianes del desenvolupament cognitiu. Segons aquestes teories, la progressió cap a etapes o nivells superiors de desenvolupament cognitiu és causada per augments en l'eficiència del processament i la capacitat de la memòria de treball. És a dir, les etapes d'ordre superior imposen demandes cada cop més elevades a aquestes funcions de processament de la informació, de manera que el seu ordre d'aparició reflecteix les possibilitats de processament de la informació a les edats successives.
Les dimensions següents són inherents a l'aplicació: 
1. La tasca i el rendiment estan separats.
2. Totes les tasques tenen un ordre de complexitat jeràrquica.
3. Només hi ha una seqüència d'ordres de complexitat jeràrquica.
4. Per tant, hi ha una estructura del conjunt per a tasques i accions ideals.
5. Hi ha buits de transició entre els ordres de complexitat jeràrquica.
6. L'etapa es defineix com la tasca resolta jeràrquicament més complexa.
7. Hi ha llacunes discretes en l'etapa de rendiment escalada per Rasch.
8. L'etapa de rendiment és una àrea de tasca diferent a l'àrea de tasca.
9. No hi ha cap estructura de conjunt —décalage horitzontal— per a la performance. No és inconsistència en el pensament dins d'una etapa de desenvolupament. El décalage és l'estat modal normal de les coses.

## Comandes i etapes corresponents
El MHC especifica 16 ordres de complexitat jeràrquica i les seves etapes corresponents, postulant que cadascuna de les subetapes de Piaget, de fet, són etapes robustament dures. El MHC afegeix cinc etapes postformals a la trajectòria de desenvolupament de Piaget: etapa sistemàtica 12, etapa metasistemàtica 13, etapa paradigmàtica 14, etapa creuada paradigmàtica 15 i etapa metacreuada paradigmàtica 16. Pot ser que l'etapa formal consolidada de Piaget sigui la mateixa que l'etapa sistemàtica. La seqüència és la següent: (0) calculadora, (1) automàtica, (2) sensorial i motora, (3) sensorial-motora circular, (4) sensorial-motora, (5) nominal, (6) sentencial, (7) preoperacional, (8) primària, (9) concreta, (10) abstracta, (11) formal, i les cinc postformals: (12) sistemàtica, (13) metasistemàtica, (14) paradigmàtica, (15) creuada paradigmàtica i (16) meta creuada paradigmàtica. Les quatre primeres etapes (0-3) corresponen a l'etapa sensorial motora de Piaget, en la qual renden els nadons i els nens molt petits. Els adolescents i els adults poden rendir en qualsevol de les etapes posteriors. Les etapes 4 a 5 del MHC corresponen a l'etapa preoperacional de Piaget; la 6 a la 8 corresponen a la seva etapa d'operacions concretes; i la 9 a l'11 corresponen a la seva etapa d'operacions formals.